# Handelskammer Bremen – IHK für Bremen und Bremerhaven

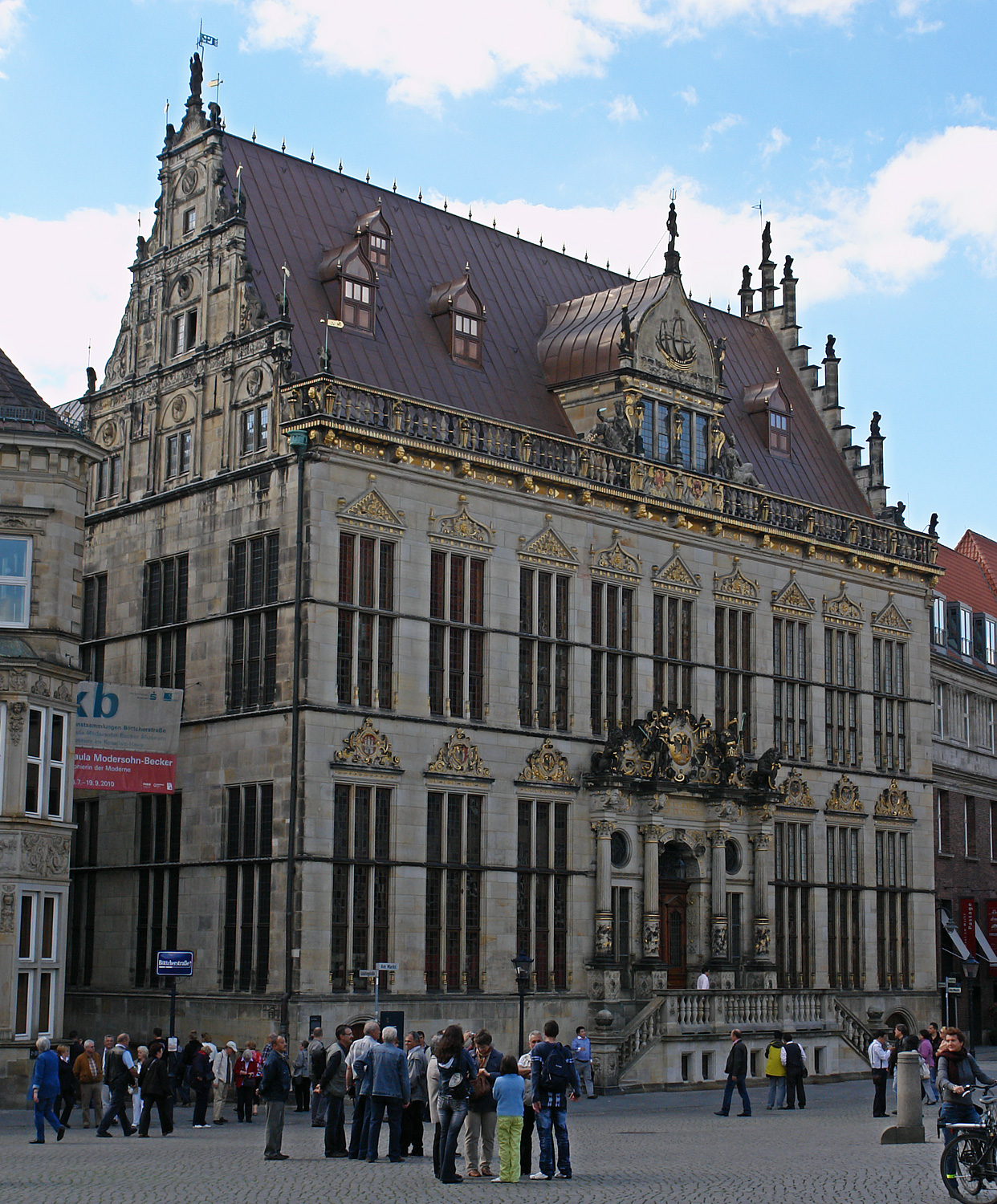
Haus Schütting 2010

Die Handelskammer Bremen – IHK für Bremen und Bremerhaven ist die gesetzlich verankerte selbstverwaltete Organisation der gewerblichen Wirtschaft im Land Bremen, beliehen mit staatlichen Aufgaben. Als Handelskammer befindet sie sich an einer Nahtstelle zwischen Staat und Wirtschaft. Sie entstand 2015 aus der Fusion der Handelskammer Bremen und der Industrie- und Handelskammer Bremerhaven. Sie ist Mitglied des Deutschen Industrie- und Handelskammertages und hat ihren Bremer Standort im Schütting am Markt. Präses der Handelskammer Bremen ist seit Januar 2022 Eduard Dubbers-Albrecht. Seit Januar 2025 ist André Grobien von der Lampe & Schwartze KG Präses.

## Rechtsstellung und Mitgliedschaft
Die Handelskammer Bremen – IHK für Bremen und Bremerhaven ist eine eigenverantwortliche und selbst verwaltete Körperschaft des öffentlichen Rechts. Sie unterliegt der Rechtsaufsicht des Landes. Die Grundlage dafür liefert das 1956 vom Bundestag verabschiedete Kammerrecht, das den öffentlich-rechtlichen Status mit Pflichtmitgliedschaft verankerte. 1958 wurde diese rechtliche Basis durch ein Landesgesetz ergänzt. Es bestätigte die Aufgaben der Kammer und hob ihre Unabhängigkeit hervor.
Alle Bremer Unternehmen, mit Ausnahme reiner Handwerksunternehmen, Landwirtschaften und Freiberufler – welche nicht ins Handelsregister eingetragen sind – sind gesetzlich zu einer Mitgliedschaft in der Handelskammer Bremen – IHK für Bremen und Bremerhaven verpflichtet.
Die deutsche Wirtschaft wird in den 79 regionalen Industrie- und Handelskammern (IHK) und deren Dachorganisation Deutscher Industrie- und Handelskammertag (DIHK) organisiert.
Das Plenum (Vollversammlung) der Handelskammer wählt gemäß § 6 der Satzung den (Präses) Präsidenten und die weiteren Mitgliedern des Plenums (Präsidiums). Der Präses (Präsident) ist der Vorsitzende des Plenums. Er beruft das Plenum ein und führt dort den Vorsitz.

## Aufgaben

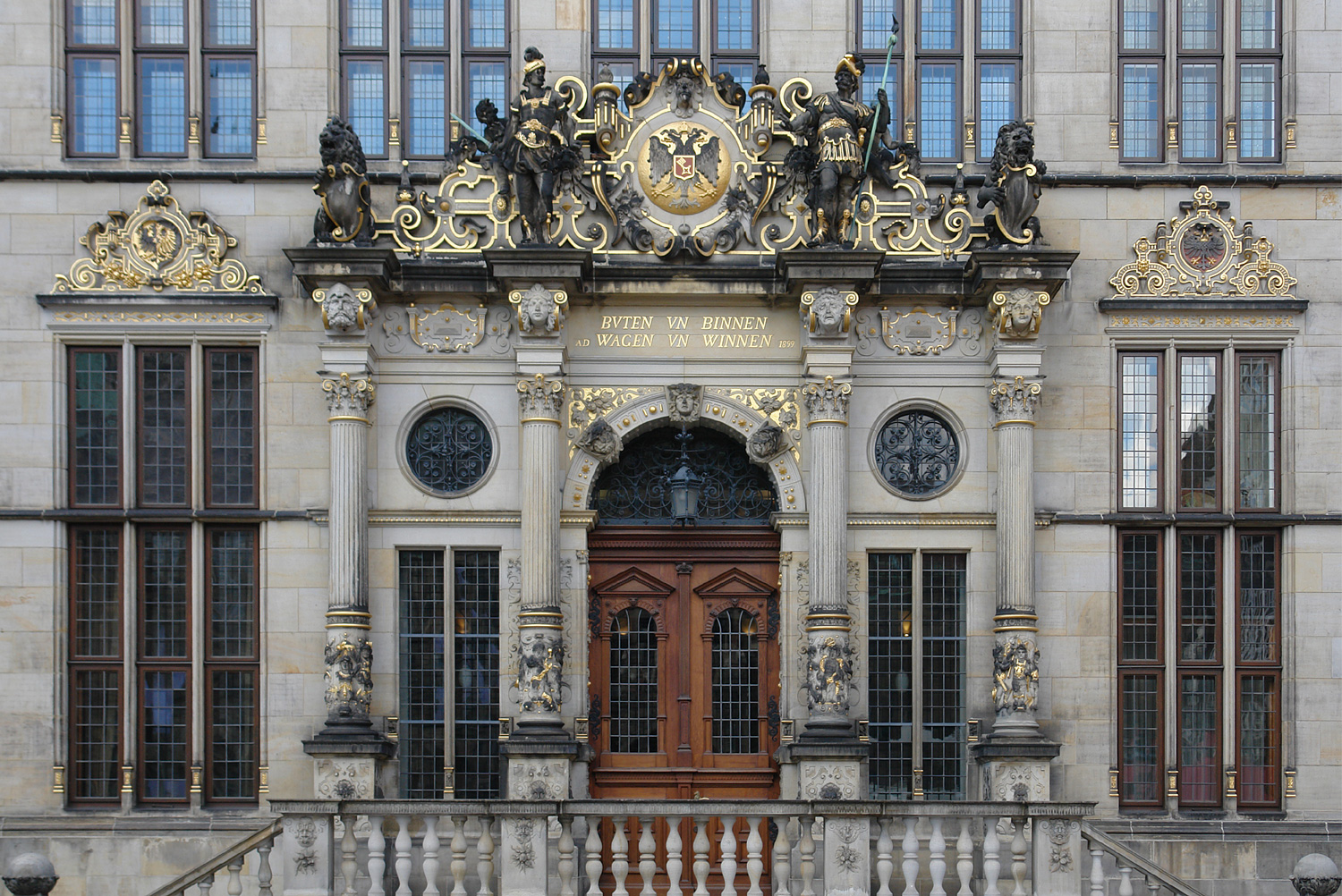
Portal des Schütting

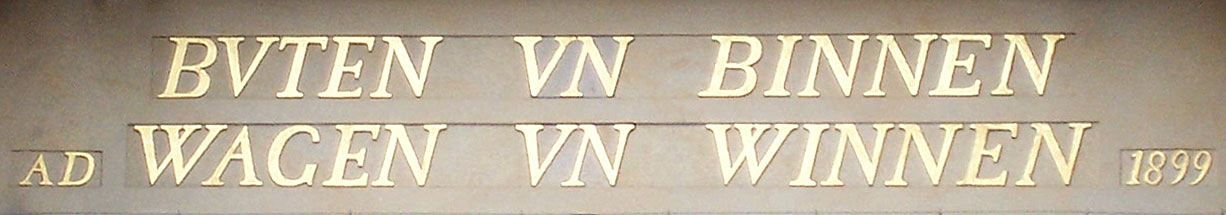
Wahlspruch am Portal

Die Handelskammer versteht sich als „Parlament der Wirtschaft“ und handelt unabhängig von der öffentlichen Verwaltung und selbstständig innerhalb ihrer Aufgabengebiete. Sie will das Zentrum der wirtschaftlichen Selbstverwaltung sein und sie präsentiert sich für die bremische Wirtschaft zugleich als starker Interessenvertreter und als zukunftsorientierter Dienstleister. Sie nimmt die Interessen ihrer zugehörigen Unternehmen gegenüber Bremen war, ist also die Lobby der regionalen Wirtschaft. 
Darüber hinaus ist sie zuständig für
- die öffentliche Bestellung und Vereidigung von Sachverständigen,
- die Erstellung von gutachterlichen Stellungnahmen für Gerichte und Behörden,
- die Ausstellung von Ursprungszeugnissen und anderen für den Außenwirtschaftsverkehr benötigten Bescheinigungen (z. B. Carnets),
- die Beglaubigung von Handelsrechnungen,
- die Erteilung der Erlaubnis zum Vermitteln von Versicherungen,
- die Sicherung des fairen Wettbewerbs,
- die Überwachung und Förderung der beruflichen Ausbildung nach dem Berufsbildungsgesetz,
- die Durchführung von Fort- und Weiterbildungen,
- den Service und die Beratung für ihre Mitgliedsunternehmen.

## Geschichtliche Entwicklung
Die heutige Handelskammer in Bremen ging historisch aus dem mittelalterlichen Gremium der Elterleute der Bremischen Groß- und Fernhandelskaufleute hervor.

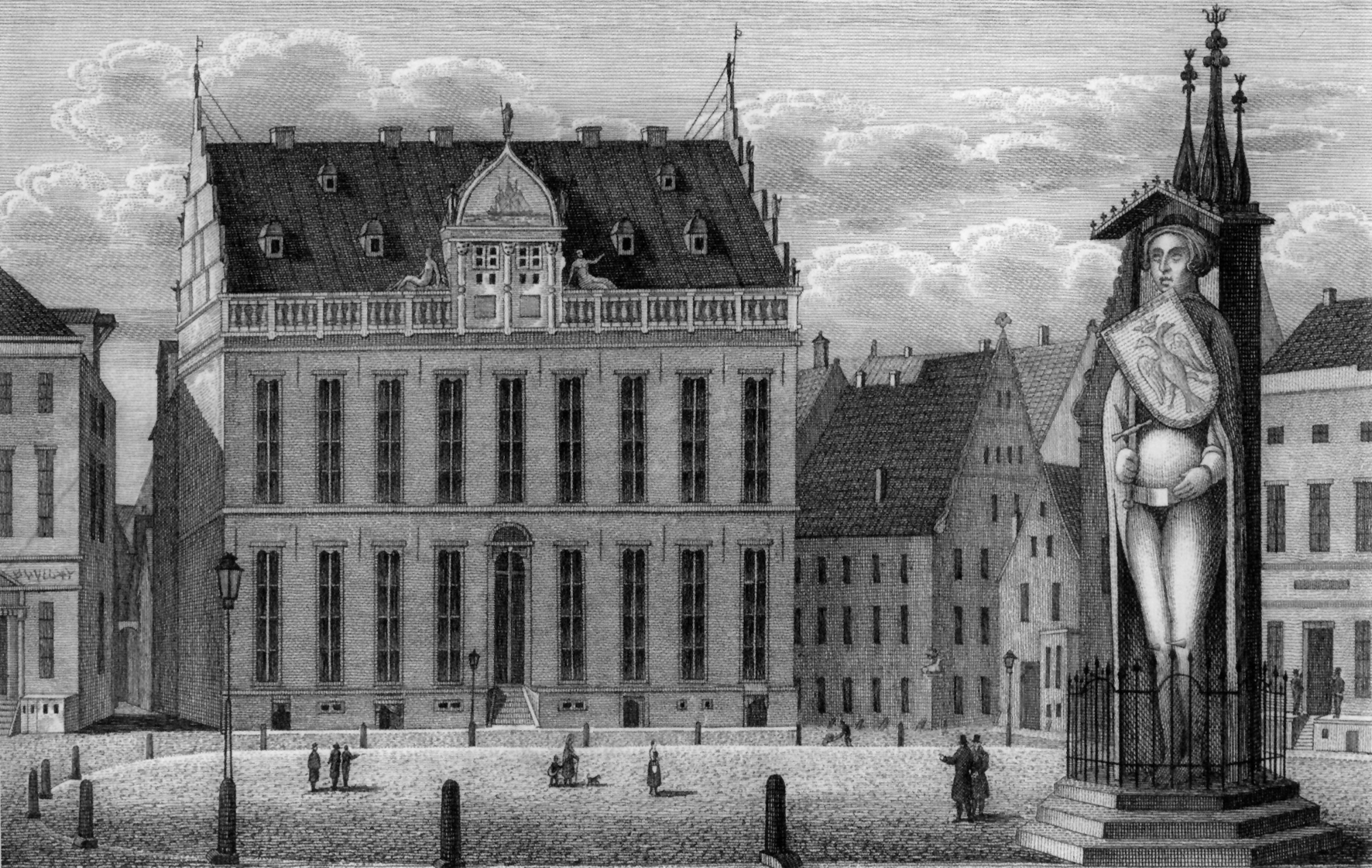
Der Schütting um 1833

Die Kaufmannsgeschichte in Bremen beginnt mit dem Marktrecht von 888, dem 965 erweiterten kaiserlichen Markt-, Münz- und Zollrecht, dem 1035 verliehenen Jahrmarktsprivileg sowie mit dem Beitritt zur Hanse von 1358. Mit dem ersten Bremer Stadtrecht von 1303 wurde auch die Bürgerfreiheit dokumentiert. Aber nur wer Geld hatte, wurde als Bürger anerkannt. Er musste als Bürger zwei Bremer Mark und als Kaufmann weitere vier Schillinge entrichten. Die Eltermänner oder auch der „oldermann“ vertraten Handwerk und Handel.
Die Kaufleute wollten ihre Anliegen gegenüber dem Bremer Rat vertreten. 1451 hatten sich die „Elterleute“ der bremischen Kaufmannschaft eine Satzung gegeben. Mit den Statuten für die „kopmann tho Bremen“ begann die organisierte Selbstverwaltung der bremischen Wirtschaft. Geregelt wurden die Organisation, die Aufgaben, die Interessenvertretung gegenüber dem Bremer Rat, die Bedingungen für die Aufnahme, die Wahl der Vorsteher oder das Versammlungswesen.
In einem Vertrag von 1426 einigte sich „de ghemeyne copman der stad Bremen“ (die Gemeinschaft der Kaufleute) mit dem Rat darauf, die „vorstendere der tunnen“ (Vorsteher der Tonnen) mit der Markierung des Weserstromes durch Tonnen und Baken zu beauftragen um die Sicherheit ihrer Schiffe auf See zu erreichen. Sie erhoben dafür Schiffsgebühren. Die Verwaltung des Tonnenwesens nahmen ab etwa 1483 bis 1849 die „Olderlüde des Koopmanns“ war, dann übernahm die Handelskammer bis 1921 die Aufgabe.
Durch den „Aufstand der 104 Männer“ von 1530 konnte eine Beteiligung breiterer Schichten an der Stadtregierung zunächst durchgesetzt und die Position der selbständigen Elterleute geschwächt werden (siehe auch hier). Die 104 glaubten an einen Missbrauch der Tonnen- und Bakengelder für den Kauf des Schüttings oder für kostspielige Feste. Anfang 1532 enteigneten sie den Schütting samt Inventar und nahmen die Verwaltung der Tonnengelder in die eigene Hand. Der Aufstand wurde niedergeschlagen, die Anführer hingerichtet, und die Kaufleute erhielten den Schütting wieder zurück.
Im 17. Jahrhundert forderten die Kaufleute des Collegium Seniorum (niederdeutsch „Elterleute“) eine noch stärkere Beteiligung an den Regierungsgeschäften. Durch zunehmende kritische Einflussnahme und machtvolle Druckmittel erreichten sie, dass bei wichtigen Beschlüssen der Rat auf die Zustimmung des durch die Kaufleute dominierten Bremer Bürgerkonvents angewiesen war. Die Kaufmannschaft fixierte in einer Neufassung ihrer Satzung – der Ordinantie – ihre neu erkämpften Privilegien. Die Standesvertretung war nun der entscheidende politische Entscheidungsträger in Bremen geworden und er blieb es bis 1848.
Steuererhebungen waren der Anlass, dass das Collegium Seniorum 1677 wegen der Verletzung bürgerlicher Rechte beim Reichskammergericht in Speyer klagte und dagegen protestierte, freie Bürger zu Untertanen degradieren zu wollen. Der Rat konterte und sprach den Elterleuten die Kompetenz ab, die Bürger der Stadt alleine zu vertreten. Der Rat beharrte auf seiner Regierungsgewalt. Durch kaiserliche Vermittlung konnte 1681 ein Vergleich bewirkt werden, durch den zwar die zentrale Macht des Rates bestätigt, aber die Rechte des Schüttings auch nicht eingeschränkt wurden. Er war die Sammelstelle für die bürgerlichen Beschwerden gegen den Rat. Die unteren Schichten blieben aber weiterhin rechtlos.
Der erweiterte Handel machte 1774 eine Veränderung der alten Statuten notwendig. Eine neue „Geschäftsordnung“ mit 41 Paragraphen wurde beschlossen. Dem Collegium Seniorum, gehörten zwischen 12 und 32 Mitglieder an.
1770 wurde zur Versorgung der Angehörigen verstorbener Eltermänner und Syndici eine „Witwen-Pflege-Gesellschaft“ gegründet. Seit 1806 – in der Zeit der Herrschaft Napoleons – war die alte Rechtsordnung aufgehoben. Eine „entpolitisierte“ Handelskammer sollte sich nur noch um die Fürsorge von Handel und Schifffahrt kümmern. Das aufgelöste Collegium Seniorum traf sich heimlich und restaurierte nach 1814 die alten Zustände und nahm seine Schlüsselrolle im politischen und wirtschaftlichen Leben der Stadt wieder ein.

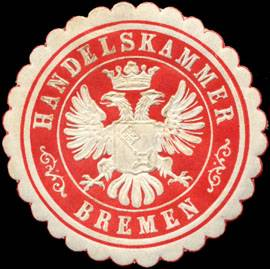
Siegelmarke Handelskammer Bremen

In den Zeiten des Aufbruchs und Wandels von 1848/1849 verlor das Collegium Seniorum seine besondere Machtstellung. 1849 wurde, bedingt durch die neue Bremer Verfassung, eine neue Gewerbekammer Bremen und die Handelskammer Bremen gebildet. Die Handelskammer war „Staatsanstalt zur Förderung des Handels und der Schifffahrt“ und der Kaufmannskonvent hatte einige der Aufgaben des früheren Collegium Seniorum. Der Senat hatte nun die Fachaufsicht über die Handelskammer.
In der Gründerzeit von 1870 bis 1914 engagierte sich die Handelskammer bei der Ansiedlung von Produktionsanlagen und unterstützte den Ausbau des Verkehrsnetzes. 1911 regte sie die Gründung eines Industriefördervereins an, der Handel und Industrie noch enger verbinden sollte.
Im Streit um die Zuständigkeit für die Industrie beschloss 1906 der Senat, das die Gewerbekammer die gewerblichen Anliegen der Industrie vertreten solle und die Handelskammer die des Handels.
1921 wurden durch das neue Handelskammergesetz dann die traditionellen Aufgaben der Kammer um die Belange der Industrie erweitert und die Selbstverwaltung gestärkt.
Die 1934 umbenannte Industrie- und Handelskammer verlor Zuständigkeiten und Funktionen. Die zentralistisch ausgerichteten Nationalsozialisten nahmen Einfluss auf die Arbeit. 1943 wurde per Erlass des Reichswirtschaftsministeriums als Nachfolger der Industrie- und Handelskammern und der Handwerkskammern die Gauwirtschaftskammer errichtet, so auch die für den Reichsgau Weser-Ems, in dem Bremen lag.
Nach dem Zweiten Weltkrieg konnte 1946 der Geschäftsbetrieb der Handelskammer in dem provisorisch gesicherten Gebäude des Schüttings wieder aufgenommen werden. Der Schütting – des „kopmans hus“ – wurde von 1947 bis 1951 wieder aufgebaut. Die Handelskammer – mit ihrem traditionellen Namen – nahm ihre traditionelle Funktion als Interessenvertretung der bremischen Unternehmer wieder auf.
Seit der Fusion der Institutionen aus Bremen und Bremerhaven 2016 umfasst die Handelskammer Bremen – IHK für Bremen und Bremerhaven das gesamte Bundesland Bremen.

## Selbstverständnis der Handelskammer Bremen

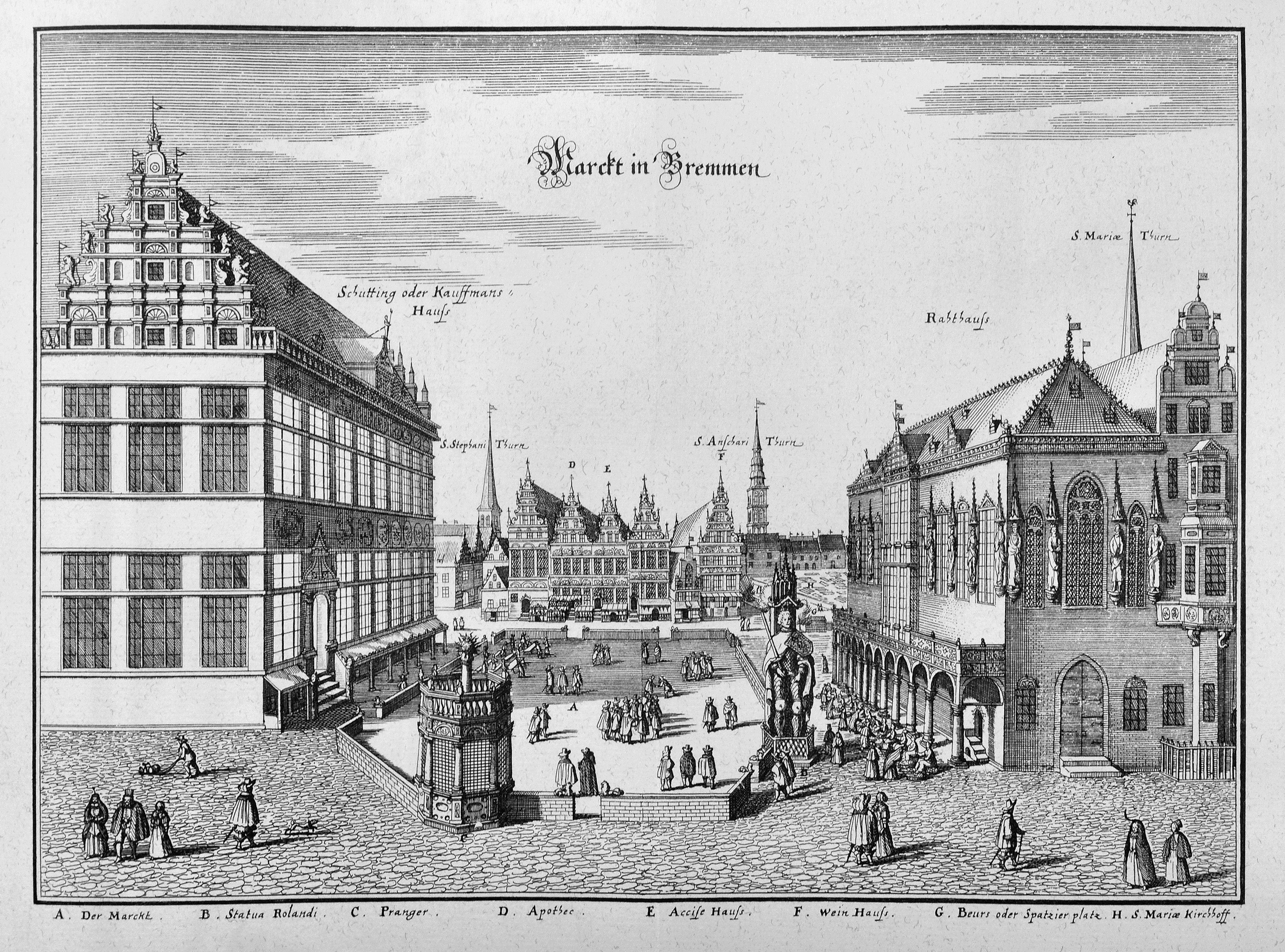
Schütting und Rathaus liegen seit 1538 „vis-à-vis“

Präses Dirk Plump und Matthias Fonger, I. Syndicus, schildern das Selbstverständnis der Handelskammer Bremen – im Rahmen der 550-Jahr-Feier – mit Blick auf ihre lange Geschichte 2001 so: „Dieser großen Tradition der Elterleute und des Collegium Seniorum ist unsere Handelskammer bis heute verpflichtet. Als Interessenvertretung der bremischen Unternehmen war und ist sie im republikanischen Sinne auch immer am Gemeinwohl orientiert. Der Blick ist dabei stets auf die Zukunft gerichtet – unabhängig, kritisch und konstruktiv. Die Lage des Hauses Schütting vis-à-vis zum Rathaus und neben der Bürgerschaft ist Symbol: Sie dokumentiert den Anspruch auf Mitwirkung und Mitverantwortung – buten und binnen. Diese Verantwortung für unsere Stadtrepublik bildet den inhaltlichen Bogen von den Anfängen bis zur Gegenwart.“

## Haus Seefahrt und die Handelskammer

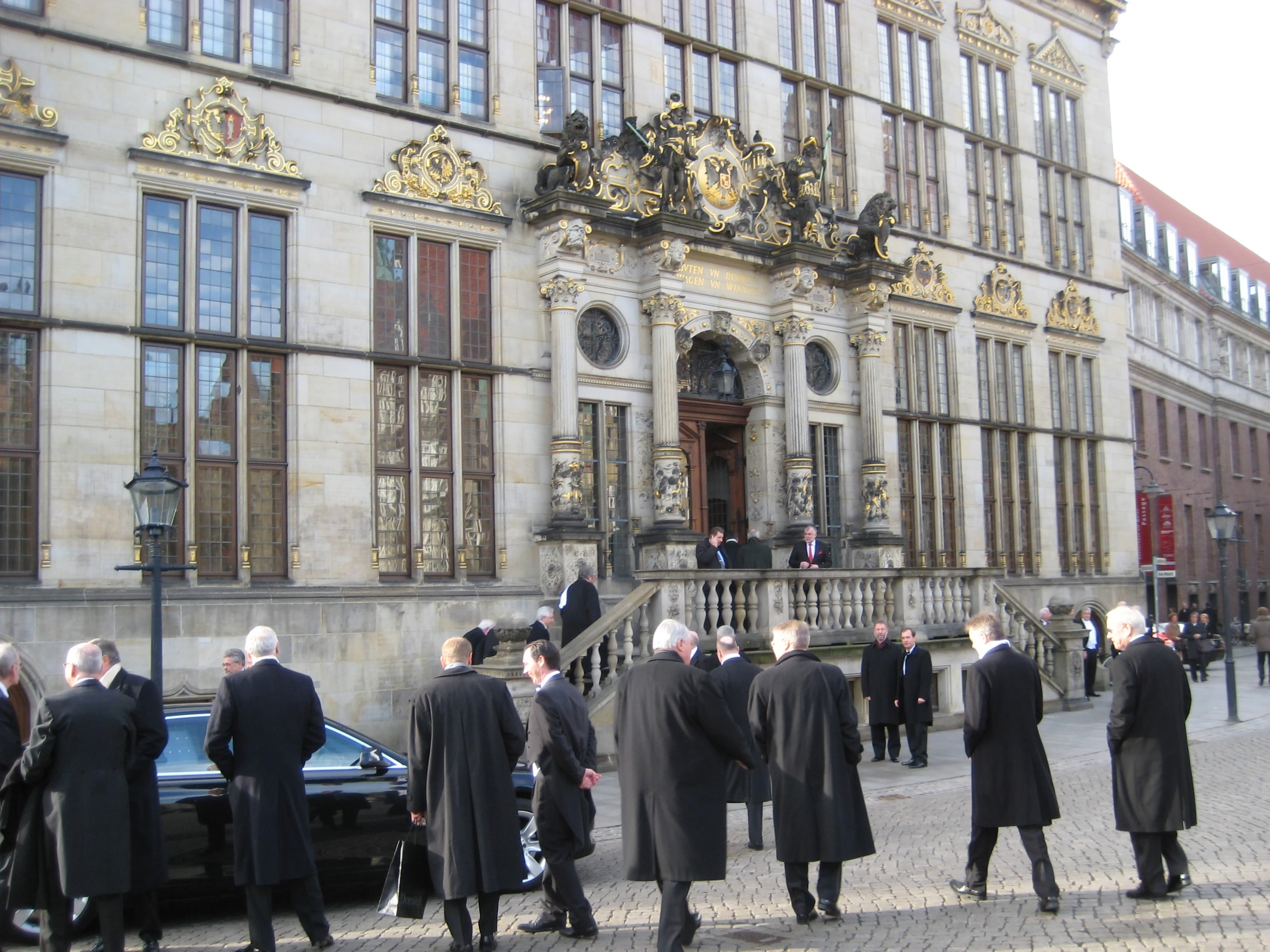
Eintreffen der Teilnehmer der 467. Schaffermahlzeit 2011 zum vorhergehenden Empfang bei der Handelskammer Bremen im Haus Schütting.

Die Stiftung Haus Seefahrt und die Handelskammer Bremen haben als Organisationen der Bremer Fernhandelskaufleute eine jahrhundertealte Tradition der gemeinsamen Entwicklung im politischen und gesellschaftlichen Leben und in der Geschichte Bremens. Unter anderem richtet Haus Seefahrt jährlich die Schaffermahlzeit aus, die als eines der „bedeutendsten gesellschaftlichen Ereignisse Deutschlands“ gilt und „Ziel von Wirtschaftsführern aus aller Welt“ ist. Zum festen Programm der Schaffermahlzeit gehört stets ein vorhergehender Empfang der Schaffer und deren internationalen Gäste bei der Handelskammer Bremen im Haus Schütting.
In der Gegenwart haben Mitglieder der Bremer Wirtschaft, die auch beim Haus Seefahrt aktiv sind, an den Führungspositionen der Handelskammer einen wesentlichen Anteil. Im Plenum der Handelskammer sind derzeit fast ein Drittel auch Mitglieder von Haus Seefahrt, darunter sechs der insgesamt sieben Präsidiumsmitglieder der Handelskammer. Die große Mehrzahl der zum Präses der Handelskammer gewählten Wirtschaftsvertreter waren schon vor ihrer Amtszeit Mitglieder von Haus Seefahrt.